# Альфредов
Альфредов (укр. Альфредів, пол. Alfredów) — упраздненный хутор Казенно-Громадского сельского совета Любарского района Бердичевского округа.

## Население
В конце 19 века численность населения составляла 34 жителя, домов — 5, в 1906 году — 7 дворов и 39 жителей, в 1923 году — 10 дворов и 60 жителей.
По итогам переписи населения СССР, на 17 декабря 1926 года численность населения составляла 58 человек, среди них 30 мужчин и 28 женщин, этнический состав: украинцы — 37, евреи — 6, поляки — 15. Количество хозяйств — 14.

## История
Основан в 1872 году. Назван в честь основателя — Альфреда Водзинского. В конце 19 века — фольварк Любарской волости Новоград-Волынского уезда Волынской губернии, в 94 верстах (105 км) от Новограда-Волынского. Принадлежал к любарскому имению, земельная собственность — 1 282 десятины.
В 1906 году — хутор Любарской волости (5-го стана) Новоград-Волынского уезда Волынской губернии. Расстояние до уездного центра, г. Новограда-Волынского, составляло 94 версты, до волостной управы в городке Любар — 2 версты. Почтовое отделение — Любар.
В марте 1921 года Любарская волость, к которой принадлежал Альфредов, присоединена к новосозданному Полонскому уезду Волынской губернии. В 1923 году фильварк (с 1926 г. — хутор) вошел в состав вновь созданного Старо-Любарского (впоследствии — Казенно-Громадский) сельского совета, который от 7 марта 1923 года включен в состав новообразованного Любарского района Житомирского округа. Размещался в 5 верстах от районного центра, гор. Любар, и 4,5 версты от центра сельского совета, с. Казенная Громада. В июне 1925 года Любарский район включен в состав Бердичевского округа. Расстояние до районного центра, гор. Любар, составляло 3 версты, до цента сельсовета, с. Казенная Громада — 3 версты, до окружного центра, г. Бердичев — 61 версту, до ближайшей железнодорожной станции Печановка — 20 верст.
По состоянию на 1 октября 1941 года на учёте населенных пунктов не состоял.